# Tonacja
Tonacja – przynależność materiału dźwiękowego utworu muzycznego do konkretnej gamy durowej lub molowej, na której jest on oparty. Tonację utworu (lub jego fragmentu) określa się, biorąc pod uwagę znaki przykluczowe oraz akordy lub dźwięki zaczynające i kończące utwór.

## Nazwy tonacji w różnych językach
| Polski   | English       | Français                                | Italiano             | Español             | Русский           |
| -------- | ------------- | --------------------------------------- | -------------------- | ------------------- | ----------------- |
| Ces-dur  | C-flat major  | do bémol majeur                         | Do bemolle maggiore  | do bemol mayor      | До-бемоль мажор   |
| Ges-dur  | G-flat major  | sol bémol majeur                        | Sol bemolle maggiore | sol bemol mayor     | Соль-бемоль мажор |
| Des-dur  | D-flat major  | ré bémol majeur                         | Re bemolle maggiore  | re bemol mayor      | Ре-бемоль мажор   |
| As-dur   | A-flat major  | la bémol majeur                         | La bemolle maggiore  | la bemol mayor      | Ля-бемоль мажор   |
| Es-dur   | E-flat major  | mi bémol majeur                         | Mi bemolle maggiore  | mi bemol mayor      | Ми-бемоль мажор   |
| B-dur    | B-flat major  | si bémol majeur                         | Si bemolle maggiore  | si bemol mayor      | Си-бемоль мажор   |
| F-dur    | F major       | fa majeur                               | Fa maggiore          | fa mayor            | Фа мажор          |
| C-dur    | C major       | do majeur (także ut majeur)             | Do maggiore          | do mayor            | До мажор          |
| G-dur    | G major       | sol majeur                              | Sol maggiore         | sol mayor           | Соль мажор        |
| D-dur    | D major       | ré majeur                               | Re maggiore          | re mayor            | Ре мажор          |
| A-dur    | A major       | la majeur                               | La maggiore          | la mayor            | Ля мажор          |
| E-dur    | E major       | mi majeur                               | Mi maggiore          | mi mayor            | Ми мажор          |
| H-dur    | B major       | si majeur                               | Si maggiore          | si mayor            | Си мажор          |
| Fis-dur  | F-sharp major | fa dièse majeur                         | Fa diesis maggiore   | fa sostenido mayor  | Фа-диез мажор     |
| Cis-dur  | C-sharp major | do dièse majeur (także ut dièse majeur) | Do diesis maggiore   | do sostenido mayor  | До-диез мажор     |
|          |               |                                         |                      |                     |                   |
| as-moll  | A-flat minor  | la bémol mineur                         | La bemolle minore    | la bemol menor      | Ля-бемоль минор   |
| es-moll  | E-flat minor  | mi bémol mineur                         | Mi bemolle minore    | mi bemol menor      | Ми-бемоль минор   |
| b-moll   | B-flat minor  | si bémol mineur                         | Si bemolle minore    | si bemol menor      | Си-бемоль минор   |
| f-moll   | F minor       | fa mineur                               | Fa minore            | fa menor            | Фа минор          |
| c-moll   | C minor       | do mineur (także ut mineur)             | Do minore            | do menor            | До минор          |
| g-moll   | G minor       | sol mineur                              | Sol minore           | sol menor           | Соль минор        |
| d-moll   | D minor       | ré mineur                               | Re minore            | re menor            | Ре минор          |
| a-moll   | A minor       | la mineur                               | La minore            | la menor            | Ля минор          |
| e-moll   | E minor       | mi mineur                               | Mi minore            | mi menor            | Ми минор          |
| h-moll   | B minor       | si mineur                               | Si minore            | si menor            | Си минор          |
| fis-moll | F-sharp minor | fa dièse mineur                         | Fa diesis minore     | fa sostenido menor  | Фа-диез минор     |
| cis-moll | C-sharp minor | do dièse mineur (także ut dièse mineur) | Do diesis minore     | do sostenido menor  | До-диез минор     |
| gis-moll | G-sharp minor | sol dièse mineur                        | Sol diesis minore    | sol sostenido menor | Соль-диез минор   |
| dis-moll | D-sharp minor | ré dièse mineur                         | Re diesis minore     | re sostenido menor  | Ре-диез-минор     |
| ais-moll | A-sharp minor | la dièse mineur                         | La diesis minore     | la sostenido menor  | Ля-диез минор     |